# Parque Moacyr Scliar

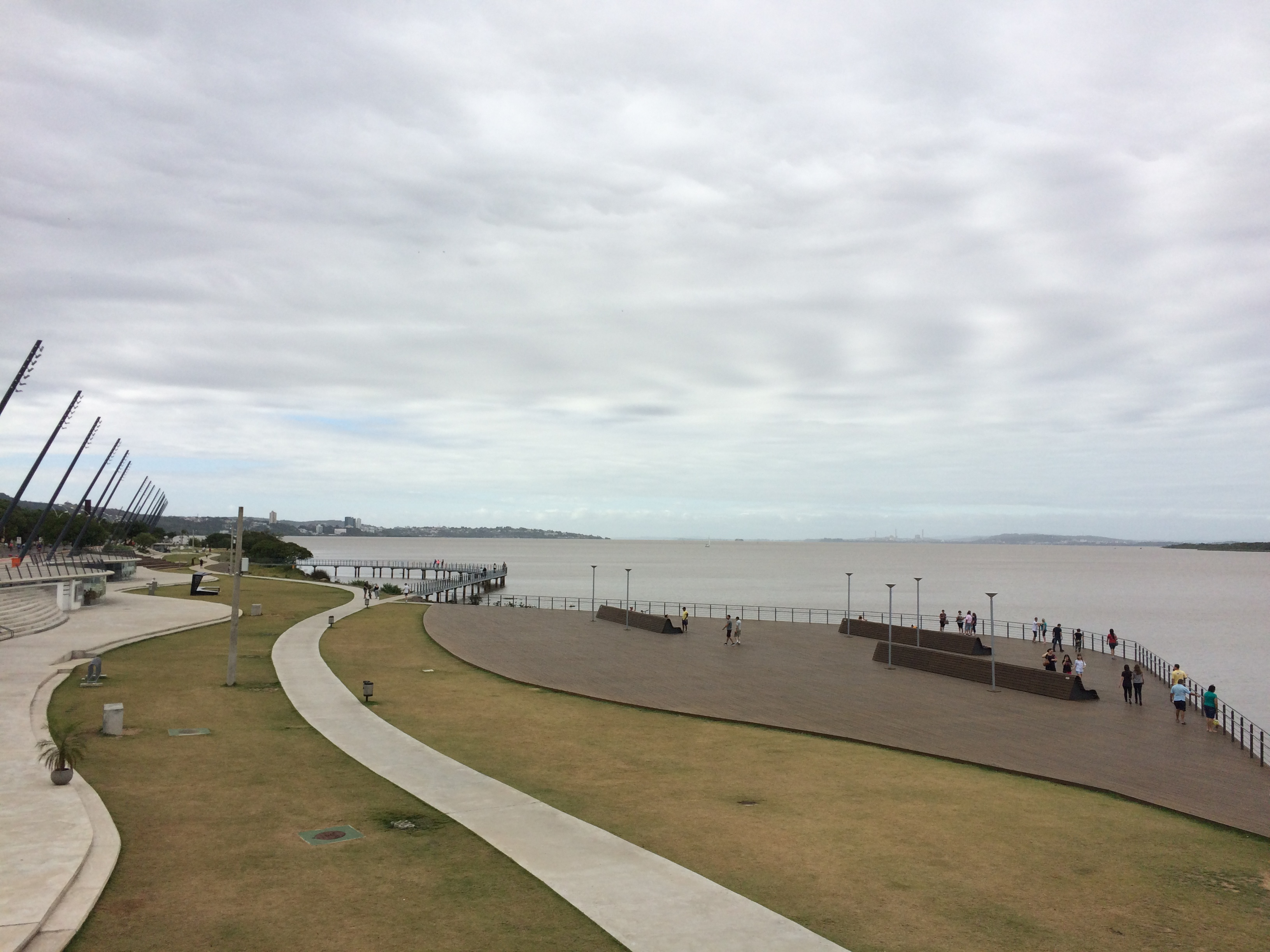
Vista do parque em 2019.

O Parque Moacyr Scliar, também chamado Parque do Gasômetro, é um parque urbano localizado no Centro Histórico de Porto Alegre, às margens do Lago Guaíba. Com 1,3 quilômetros de extensão, compõe o chamado "Trecho 01" de um projeto de parque mais abrangente, o Parque Urbano da Orla do Guaíba. 
O parque foi nomeado em homenagem ao falecido escritor Moacyr Scliar e situa-se entre a Usina do Gasômetro e a chamada Rótula das Cuias.
Inaugurado em 29 de junho de 2018, o projeto de revitalização da área do parque é assinado pelo arquiteto Jaime Lerner. Conta com restaurante panorâmico e quatro bares, além de passeios, ciclovias, mirantes, quadras esportivas e ancoradouro para barcos de passeio.